# Syndicat intercommunal d'études des mobilités urbaines
Le Syndicat intercommunal d'études des mobilités urbaines, autrement dit Siemu, est un syndicat mixte auquel les communes membres ont délégué l'élaboration, l'amélioration et la coordination des déplacements à l'échelle du bassin de vie de Marne-la-Vallée, via le réseau de bus de Marne-la-Vallée.
Il se compose de 31 communes réparties sur la Communauté d'Agglomération de Marne et Gondoire, Val d'Europe Agglomération et la communauté de communes du Val Briard. Il se dénommait Syndicat intercommunal destransports des secteurs 3 et 4 de Marne-la-Vallée et des communes environnantes (SIT34) jusqu'en octobre 2021.

## Historique
Au début des années 1990, la société Transdev est l'actionnaire principal du transporteur du secteur via ses filiales des Cars de Lagny, puis des Autocars de Marne-la-Vallée. Pour soutenir le développement du réseau faisant face à des perspectives de croissance exponentielles, Transdev est à la recherche de fonds publics puisque les besoins d'investissements deviennent non supportables à elle seule.
Le Conseil Général de Seine-et-Marne approuve de soutenir cette initiative à condition qu'une intercommunalité soit créée conjointement : le SAN du Val d'Europe. Le but étant qu'elle collecte les subventions, et qu'elle délègue ses fonctions au syndicat ainsi que 17 autres communes.

### Syndicat Intercommunal des Transports des secteurs 3 et 4 de Marne-la-Vallée
Le syndicat est créé en 1994 sous la forme juridique d'un syndicat mixte. Il exerce dès 1995 une compétence sur la gestion du réseau de bus intercommunal avec l'entreprise exploitante : l'objectif étant de réguler un service public effectué par une entreprise privée.
Le partenariat entre le Syndicat Intercommunal des Transports et les Autocars de Marne-la-Vallée donnera lieu à la création de 25 lignes sous l'image commerciale Pep's dès 1998.
Face a l'adhésion de plusieurs communes environnantes au nord et au sud du territoire, le syndicat est renommé en 1998 "Syndicat Intercommunal des Transports des secteurs 3 et 4 de Marne-la-Vallée et des communes environnantes".

### Syndicat Intercommunal d'Études des Mobilités Urbaines de Marne-la-Vallée
Le syndicat évolue en 2021, marqué par une nouvelle identité et le développement du Plan local des mobilités au grand public. Ses missions et son territoire restent néanmoins inchangés.

## Missions

### Compétences
Les communes membres ont délégué au syndicat la réalisation de l'ensemble des études et des démarches liées à l'amélioration des mobilités (cyclables, piétonnes, transports en commun, etc...) sur territoire de Marne-la-Vallée, notamment par la création d'un Plan local des mobilités.

### Plan local des mobilités

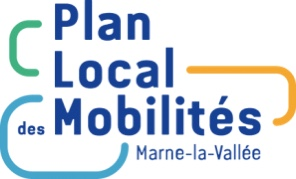
Logo du Plan Local des Mobilités.

Créé en 2004, le Plan Local des Déplacements est une déclinaison locale du Plan de Déplacements Urbains d'Île-de-France (PDUIF). Cette délégation des missions aux Syndicat Intercommunal des Transports lui confie la réalisation de l'ensemble des études permettant aux intercommunalités de définir à l'échelle locale les actions permettant d'atteindre ces objectifs.
L'évolution des enjeux nécessite de relancer la concertation en 2021 sous le nom du Plan Local des Mobilités. Notamment via une nouvelle méthodologie de cette concertation se basant sur la concertation participative, à l'aide de questionnaires, de comités « grand public » ou encore d'enquêtes publiques,.

## Composition
Le périmètre du Syndicat intercommunal d'études des mobilités urbaines de Marne-la-Vallée se compose de trois établissements publics de coopération intercommunale depuis le 1er janvier 2023 :
- la Communauté d'Agglomération de Marne et Gondoire ;
- Val d'Europe Agglomération ;
- la Communauté de communes du Val Briard, se substituant à Favières en tant que membre.

## Identité visuelle
La nouvelle identité du syndicat correspondant a la refonte de ses missions intervient en 2021.

Logo du syndicat depuis 2021.

Le nouveau logo est représentatif du territoire délégué au syndicat. Il y est représenté le réseau routier et la Marne qui traverse le territoire, ainsi que les zones urbanisées en jaune, la ruralité en vert et l’eau en bleu.